# Дерлей
Вандерлей Фернандес Сілва (порт. Vanderlei Fernandes Silva), більш відомий як Дерлей (порт. Derlei, нар. 14 липня 1975, Сан-Бернарду-ду-Кампу) — бразильський та португальський футболіст, що грав на позиції нападника.
Виступав, зокрема, за «Порту» в період його найвищого розквіту, вигравши з командою Кубок УЄФА, Лігу чемпіонів та Міжконтинентальний кубок, а також ряд національних трофеїв. Надалі грав за «Динамо» (Москва) та два інші португальські топ-клуби — «Бенфіка» та «Спортінг».

## Ігрова кар'єра
У дорослому футболі дебютував 1994 року виступами за команду клубу «Америка» (Натал), в якій провів три року, взявши участь у 56 матчах чемпіонату. Після цього грав у складі інших місцевих клубів «Гуарані» (Кампінас) та «Мадурейра».
1999 року перейшов у португальський клуб «Уніан Лейрія», де став основним гравцем, а у останньому сезоні 2001/02 під керівництвом тренера Жозе Моурінью забив 21 гол у 33 іграх чемпіонату, ставши другим бомбардиром турніру після легендарного Маріо Жардела, що забив неймовірні 42 м'ячі.
Влітку 2002 року разом із Моурінью перейшов у «Порту», якому в першому ж сезоні допоміг виграти Кубок УЄФА, забивши у фінальному матчі 2003 року 2 голи і з 12 голами за весь турнір став найкращим бомбардиром Кубка. В чемпіонаті бразилець мав не таку високу результативність, забивши 7 голів у 26 іграх, але також виграв і національний титул. Наступного року португальський клуб знову виграв чемпіонат, а також Лігу чемпіонів та Міжконтинентальний кубок, але сам Дерлей через серйозну травму коліна пропустив кілька місяців.
У січні 2005 року перейшов до московського «Динамо» за сім мільйонів євро. У своєму першому сезоні в «Динамо» з 13 голами зайняв друге місце в списку найкращих бомбардирів російської Прем'єр-ліги після Дмитра Кириченка з ЦСКА, а в другому сезоні відзначився 11 разів. Будучи гравцем московського «Динамо» Дерлей одного разу під час матчу кинув пляшку з водою в голову головному тренеру Юрію Сьоміну після того, як був замінений.
У лютому 2007 року на правах оренди перейшов в лісабонську «Бенфіку», за що вболівальники «Порту» назвали його зрадником. У червні 2007 року підписав дворічний контракт з лісабонським «Спортінгом», ставши одним з небагатьох гравців,, що за кар'єру пограли у всіх клубах португальської «Великої трійки», втім через нову травму коліна основним гравцем у першому сезоні не був, хоча і виграв Кубок Португалії. У другому сезоні 2008/09 частіше став виходити на поле, конкуруючи з Елдером Поштігою та Лієдсоном і забив кілька важливих голів, включаючи гол у ворота донецького «Шахтаря» в рамках групового етапу Ліги чемпіонів, який дозволив клубу перемогти 1:0 та достроково вийти в плей-оф.
По закінченні сезону 2008/09 покинув «Спортінг», оскільки не домовився по новому контракту і 27 серпня 2009 року підписав контракт з «Віторією» (Салвадор) на один рік, але вже в кінці жовтня покинув клуб.
З кінця лютого 2010 року виступав за «Мадурейру», де і завершив професійну ігрову кар'єру після закінчення Ліги Каріока 2010.

## Титули і досягнення

### Командні
- Чемпіон Португалії (2):

«Порту»: 2002–03, 2003–04
- Володар Кубка Португалії (2):

«Порту»: 2002–03
«Спортінг»: 2007–08
- Володар Суперкубка Португалії (4):

«Порту»: 2003, 2004
«Спортінг»: 2007, 2008
- Володар Кубка УЄФА (1):

«Порту»: 2002–03
- Переможець Ліги чемпіонів УЄФА (1):

«Порту»: 2003–04
- Володар Міжконтинентального кубка (1):

«Порту»: 2004

### Особисті
- Найкращий бомбардир Кубка УЄФА: 2002–03 (12 голів)
- У списку 33 найкращих футболістів Росії: 2005 під № 3 (лівий нападник).